# فأس خنجرية
الفأس الخنجريّة هي نوع من الأسلحة العصوية التي كانت تستخدم منذ ثقافة لونغشان حتى عهد أسرة هان في الصين. تتكون من شفرة على شكل خنجر، مثبتة بسِيلانها على عصا خشبية أسطوانية.